# Isaak Löw Hofmann

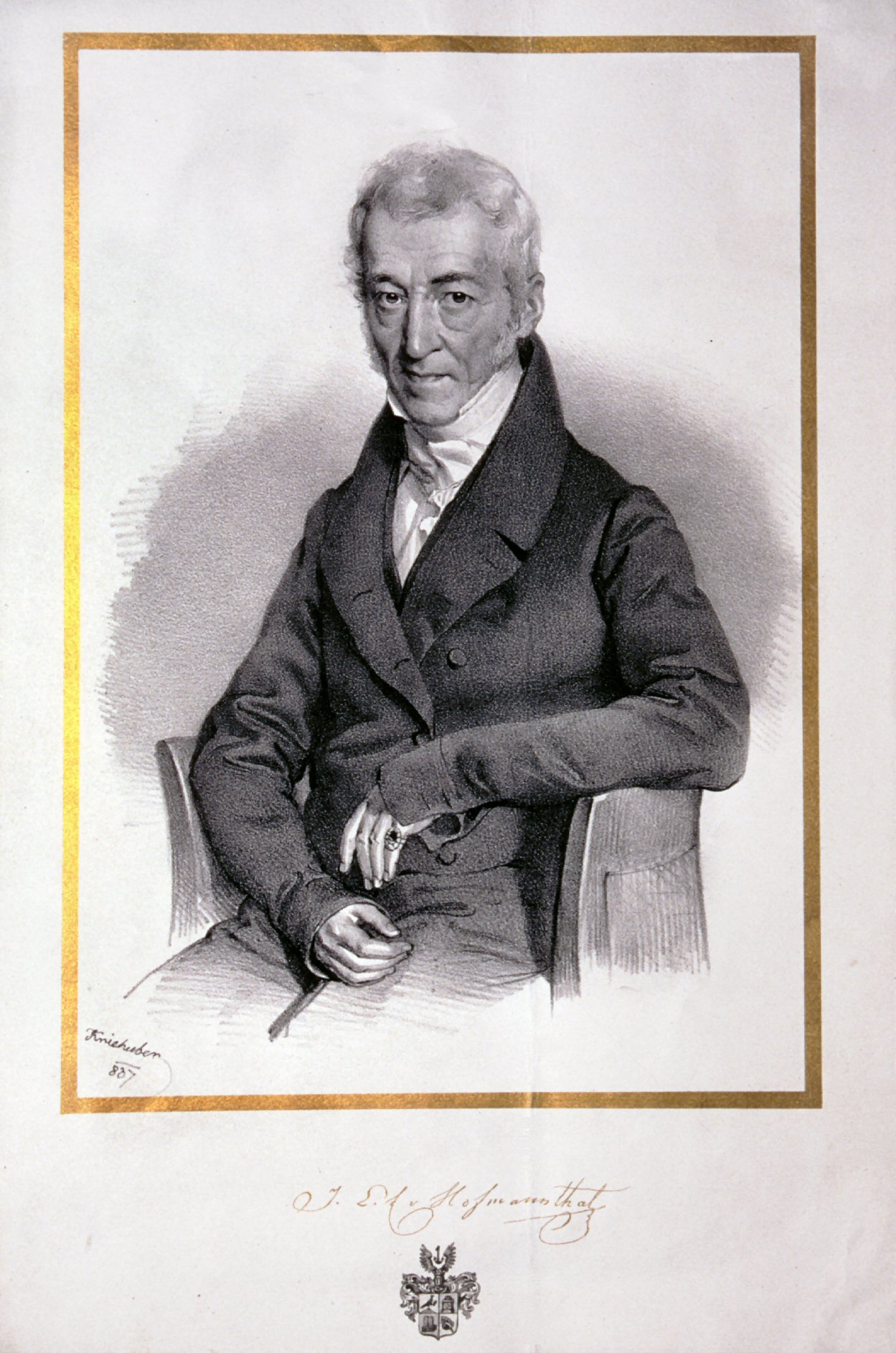
Isaak Löw Hofmann von Hofmannsthal, Lithographie von Josef Kriehuber, 1837

Isaak Löw Hofmann, Edler von Hofmannsthal (* 10. Juni 1759 in Prostibor, nahe Pilsen (Böhmen); † 2. Dezember 1849 in Wien) war ein österreichischer Kaufmann.

## Leben
Während der Hungersnot in der Mitte des 18. Jahrhunderts emigrierten Hofmanns Eltern
von Pretzendorf (Fürstentum Bayreuth), heute Himmelkron, in der Nähe von Bayreuth nach Böhmen, wo sie in sehr ärmlichen Verhältnissen lebten. Seinen ersten Unterricht bekam er zuhause, ab seinem 13. Lebensjahr war er Bachur (Student) an einer Talmudschule in Prag.
Nach dem Beenden seines Studiums bekam er eine Anstellung als Lehrer im Haushalt von Joel Baruch, einem reichen österreichischen Kaufmann, der für die österreichische Regierung ein Tabakmonopol aufgebaut hatte. Neben dem Unterrichten der Kinder Baruchs nahm Hofmann auch Einsicht in die Geschäftsbücher seines Arbeitgebers. Als Baruch 1788 in Wien ein Großhandelshaus eröffnete, wurde Hofmann dort als Leiter des Betriebes eingestellt. Im selben Jahr bekam Hofmann eine Handelsgenehmigung für Wien von der österreichischen Regierung und wählte dafür den Namen Isaak Löw Hofmann. Nach dem Tode Baruchs stieg Hofmann als Partner in das Geschäft ein und wurde 1794 Alleininhaber der Firma, die den Namen Hofmann und Löwinger trug.
Hofmann interessierte sich ab 1796 zusehends für die Herstellung von Seide und war 1802 einer der ersten, die das Seidenmonopol der ungarischen Regierung ausbauen durfte, ein Privileg, das seine Familie rund ein halbes Jahrhundert genoss.
Auf seine Veranlassung hin schrieb sein Sohn Emanuel von Hofmannsthal die Broschüre „Einleitung zur Seidenzucht“, von der mehr als 16.000 Exemplare verkauft wurden. Hofmann arbeitete schwer und führte seine Firma unter die erfolgreichsten Unternehmen der österreichisch-ungarischen Wirtschaft.
Isaak Löw Hofmann beteiligte sich aktiv am jüdischen Gemeindeleben und war ab 1806 Vorsteher und ab 1812 bis zu seinem Tod Repräsentant der Wiener jüdischen Gemeinde. Er setzte sich für den Bau des Wiener Stadttempels ein und förderte die traditionellen rabbinischen Werte. 1822 gründete er eine Armenanstalt. 1835 wurde Hofmann von Kaiser Ferdinand I. geadelt und konnte sich seitdem Edler von Hofmannsthal nennen. Hofmann starb 1849 in Wien und wurde auf dem Jüdischen Friedhof Währing begraben. Während der NS-Herrschaft in Österreich wurde er exhumiert und am 5. Jänner 1942 in der Neuen Jüdischen Abteilung des Wiener Zentralfriedhofs (Tor IV) wiederbeigesetzt.
Isaak Löw Hofmann ist der Urgroßvater des Schriftstellers Hugo von Hofmannsthal.